# Fabian Oehl
Fabian Oehl (* 1989 in Ankum) ist ein deutscher Schauspieler.

## Leben
Fabian Oehl absolvierte sein Schauspielstudium von 2009 bis 2013 am „Schauspielinstitut Hans Otto“ der Hochschule für Musik und Theater „Felix Mendelssohn Bartholdy“ in Leipzig. Im Rahmen seiner Ausbildung war er von 2011 bis 2013 Mitglied im Schauspielstudio am neuen theater Halle. Er arbeitete dort u. a. mit Regisseuren wie Jörg Steinberg, Frieder Venus, Wolfgang Engel und Michael Schweighöfer zusammen. In Wolfgang Engels Othello-Inszenierung am Neuen Theater Halle spielte er den Cassio.
Ab der Spielzeit 2013/14 war Oehl bis Sommer 2016 festes Ensemblemitglied am Theater Heidelberg. Seither tritt er dort weiterhin regelmäßig im Rahmen eines festen Gastvertrags auf. Zu seinen Rollen am Theater Heidelberg gehörten u. a. Cléante in Der Geizige (Premiere: Spielzeit 2013/14), der Jägerbursch Robert in The Black Rider (Regie: Paul-Georg Dittrich, Premiere: Spielzeit 2014/15), die Hauptrolle des Pablo in Der Steppenwolf (Regie: Bernadette Sonnenbichler, 2017–2018) und Thorsten in Wir sind die Neuen (Regie: Christian Brey, 2016–2018).
In der Spielzeit 2016/17 übernahm er in einer Neuinszenierung die Rolle des Tambourmajors in Woyzeck (Regie: Brit Bartkowiak), die er dann in der Spielzeit 2017/18 in der Wiederaufnahme der Produktion ab Oktober 2017 erneut verkörperte. In der Spielzeit 2018/19 verkörperte er die Rolle des Jonathan Harker in einer Dracula-Neuinszenierung für die Theaterbühne. Im Februar 2019 spielte er am Theater Heidelberg den Lysander in der Shakespeare-Komödie Ein Sommernachtstraum. In der Spielzeit 2019/20 stqnd Oehl am Theater Heidelberg u. a. wieder als Jonathan Harker und in der Steppenwolf-Produktion auf der Bühne.
Im Sommer 2015 gastierte er, mit Cornelia Heyse und Jannek Petri als Partnern, an der Lehnschulzenhofbühne Viesen in einer Drei-Personen-Inszenierung des Tschechow-Stücks Der Kirschgarten unter der Regie von Fanny Staffa. In der Spielzeit 2017/18 gastierte er am Theater Marburg als Blechmann in dem Musical Der Zauberer von Oz (Regie: Boris von Poser), das dort als Weihnachtsproduktion gezeigt wurde. In der Spielzeit 2018/19 war er, an der Seite von Alina Rank, Franziska Beyer und Robert Besta, an den Schauspielbühnen Stuttgart der Mortimer in einer Neuinszenierung des Schiller-Dramas Maria Stuart im Alten Schauspielhaus.
In dem Kurzfilm Willa (2015) stand Oehl gemeinsam mit Karoline Schuch vor der Kamera. In der Krimireihe Der Bozen-Krimi verkörperte Oehl im 8. Film der Reihe Mörderisches Schweigen (Erstausstrahlung: September 2019) in seiner ersten großen Fernsehrolle den rebellischen, jungen Pastor Severin.
Fabian Oehl lebt in Berlin.

## Filmografie (Auswahl)
- 2015: Willa (Kurzfilm)
- 2019: Der Bozen-Krimi: Mörderisches Schweigen (Fernsehreihe)
- 2021: SOKO Leipzig: Betrogen (Fernsehserie, eine Folge)